# مقام النكريز
النكريز هو أحد المقامات الموسيقية الشرقية الشائعة في تركيا والمشرق، وهو مقام متفرع من عائلة مقام النوى أثر. يعود أصل كلمة نكريز إلى الفارسية والتي تعني «لا تهرب» في دلالة واضحة إلى أن من يستمع إليه لا يمكن أن يهرب، بل على العكس تماماً، حيث يشده ليبقى منصتاً ومستمتعاً.

## أقسام النكريز
ينقسم النكريز إلى قسمين أساسيين وهما:
1- عقد نكريز على درجة الراست.
2- جنس نهاوند على درجة النوى، على النحو التالي: دو، ري، مي (بيمول)، فا (دييز)، صول، لا، سي (بيمول)، دو.
بالرغم من كونه مقام فرعي إلا أن العديد من الأعمال العربية والتركية المهمة اشتملت عليه، واستخدمه العديد من الملحنين ذائعي الصيت، من أمثال الموسيقار محمد عبد الوهاب وسيد درويش وغيرهم، ويتم توظيف النكريز في صياغة الجمل اللحنية للأغاني أو الأناشيد أو الموشحات وما إلى ذلك من الأعمال الفنية.
على صعيد الأعمال الإسلامية، يستخدم عدد هائل من القراء مقام النكريز في تلاوة القرآن الكريم، أبرزهم في المغرب العربي الشيخ عمر القزابري. ويعتبر الأذان بمقام النكريز أحد سمات الأذان التونسي، والذي ظل يبث على قناة تونس 7 الفضائية لسنوات عديدة منذ بداية التسعينات وكان ذلك سببا في شهرة الآذان التونسي.
يصف بعض المهتمين بالشأن الفني مقام النكريز بأنه مقام تلويني، يتم تلوين العمل به سواء على صعيد العزف أو الغناء أو الإنشاد بحيث يضفي على اللحن نكهة فنية بديعة تشد المتابع إليها.

## وصلات خارجية

### أعمال اسلامية
- تلاوة بمقام النكريز للشيخ المغربي عمر القزابري هنا
- آذان تونسي بمقام النكريز من هنا

### أعمال فنية
- موشح بمقام النكريز هنا
- وصلة غنائية للموسيقار محمد عبد الوهاب بمقام النكريز هنا
- وصلة عزف على الكمان بمقام النكريز من هنا